# 國立善化高級中學
國立善化高級中學（National Shan-Hua Senior High School，簡稱SHSH、善高），為臺南市善化區的一間國立高中。創校初期為臺南一中、臺南二中與臺南女中三校的聯合分部，設有初中班級，為基於防空備戰而作的疏遷準備措施。之後該校於1956年8月1日正式獨立為 「臺灣省立善化中學」，分為初中部與高中部，後來在1968年因實施九年國民義務教育而停止招收初中部，並在初中部學生畢業後改制為「臺灣省立善化高級中學」。2000年中華民國精省後，該校改制為「國立善化高級中學」至今。

## 歷史
1955年：臺南一中、臺南二中與臺南女中三校聯合分部成立。
1956年8月1日：該校正式獨立為臺灣省立善化中學，分設高中部與初中部。
1968年：初中部停招，並於初中部學生畢業後改制為臺灣省立善化高級中學。
1984年8月：成立學生輔導中心。
2000年：改制為國立善化高級中學。

## 歷任校長
| 任次 | 姓名   | 就任時間  | 離任時間  | 備註                                           |
| ---- | ------ | --------- | --------- | ---------------------------------------------- |
| 1    | 曹書勤 | 1956年8月 | 1971年9月 | 轉任國立斗六高中校長                           |
| 2    | 杜萬才 | 1971年9月 | 1982年1月 | 轉任國立新營商工校長                           |
| 3    | 許溢明 | 1982年2月 | 1991年7月 | 原國立新豐高中校長轉任，屆齡退休               |
| 4    | 林哲雄 | 1991年8月 | 1995年7月 | 原市立六甲國中校長轉任，轉任國立北門農工校長   |
| 5    | 張幸助 | 1995年8月 | 2003年7月 | 原市立民德國中轉任                             |
| 6    | 劉文夫 | 2003年8月 | 2007年7月 | 屆齡退休                                       |
| 7    | 李培安 | 2007年8月 | 2015年7月 | 該校畢業校友，原國立潮州高中校長轉任，屆齡退休 |
| 8    | 潘致強 | 2015年8月 | 2022年7月 | 原國立臺東女中校長轉任，轉任國立旗山農工校長   |
| 9    | 陳培德 | 2022年8月 |           | 原玉井工商校長轉任，現任                       |

## 外部連結
- 國立善化高級中學（繁體中文）